# Stara Bielica (rejon homelski)

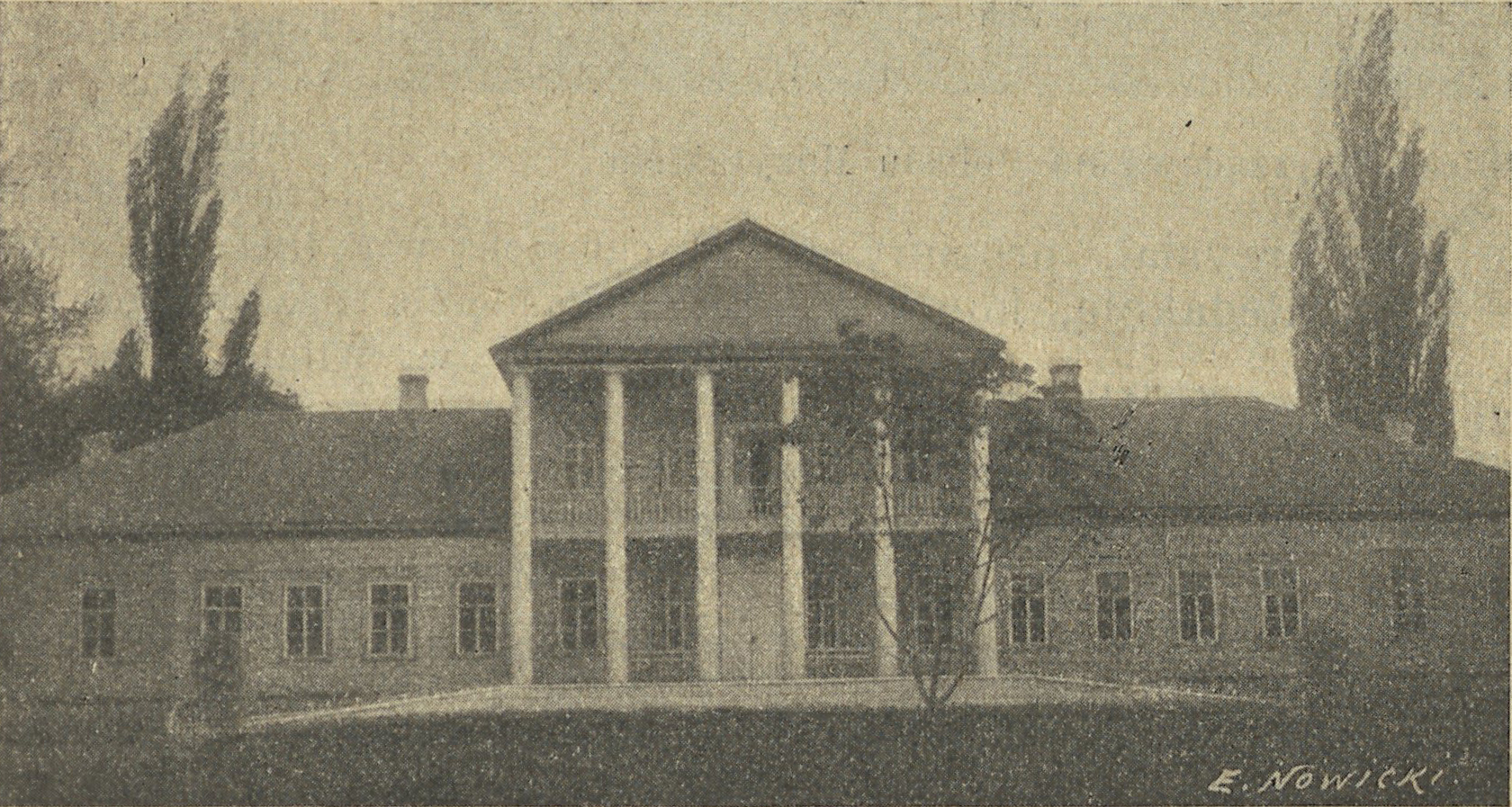
Dwór Sołtanów w 1908 roku

Stara Bielica (błr. Старая Беліца; ros. Старая Белица) – wieś na Białorusi, w rejonie homelskim obwodu homelskiego, około 17 km na północny zachód od Homla.

## Historia
W czasach I Rzeczypospolitej tereny te były fragmentem obszernych dóbr, które wraz z Homlem należały do rodziny książąt Czartoryskich. Wieś Bielica znana była już w 1558 roku jako osada w powiecie rzeczyckim. Po I rozbiorze Polski w 1772 roku dobra te znalazły się w Imperium Rosyjskim i zostały skonfiskowane przez carycę. W 1775 roku Bielica została nadana carskiemu generałowi Piotrowi Rumiancewowi (albo generałowi Kantakuzenowi). Pod wpływem Rumiancewa utworzono powiat bielicki z siedzibą w tym miasteczku. Brak dróg i znaczącej rzeki w okolicy Bielicy spowodował, że w 1785 roku przeniesiono siedzibę powiatu do innej Bielicy, leżącej nad brzegiem Sożu, na przeciwnym brzegu względem Homla. Tę nową siedzibę zaczęto nazywać Nowobielicą (obecnie w granicach Homla), a dotychczasową Bielicę – Starą Bielicą.
Na początku XIX wieku dobra Bielica kupił od gen. Kantakuzena marszałek mohylewski Stanisław Pereświt Sołtan dla swego syna Michała. Zgodnie z zamierzeniem Stanisława Sołtana Bielica przeszła do jego syna – marszałka homelskiego Michała Sołtana (zm. w 1876). Kolejnym właścicielem dóbr został syn Michała Sołtana i jego żony z domu Połońskiej – Juliusz. Juliusz Sołtan oprócz Starej Bielicy odziedziczył również Łuszewo, Halejówkę (Chalejówkę), Łambowo i Krzywsk. W 1880 roku poślubił Alinę Chomińską, córkę byłego gubernatora wołogodzkiego gen. Stanisława Chomińskiego i Eweliny z Niemirowiczów-Szczyttów. Synowie Juliusza i Aliny z Chomińskich, Michał (ur. w 1881) i Aleksander Sołtanowie, byli ostatnimi właścicielami majątku. Wieś pozostawała własnością Sołtanów do 1919 roku.
W 1791 roku powstała w miejscowości szkoła (w której 1889 roku uczyło się 50 uczniów), w 1826 roku mieszkało tu 362 mieszkańców, w 1831 roku uruchomiono cukrownię, w 1875 roku ruszyła mleczarnia. W 1885 roku działały tu ponadto: gorzelnia, młyn wodny, dwa wiatraki. W 1897 roku działał tu jeszcze sklep spożywczy, kuźnia i karczma. W 1909 roku mieszkało tu 999 mieszkańców.
Po rewolucji październikowej Stara Bielica znalazła się na terenie ZSRR, od 1991 roku – na terenie Republiki Białorusi.
W latach 20. XX wieku rozpoczął tu działalność sowchoz „Stara Bielica”. W 1929 roku w kołchozie „Czerwona Bielica” uruchomiono piekarnię i 2 wiatraki. Stara Bielica była do 2006 roku siedzibą sielsowietu starobielickiego.

## Urodzeni w Starej Bielicy
- Jadwiga Marcinowska – polska pisarka i poetka, działaczka ruchu ludowego i kobiecego, współzałożycielka w 1913 roku Ligi Kobiet Pogotowia Wojennego w Warszawie[7].

## Niezachowane i zachowane zabytki
Około 1840 roku Michał Sołtan zbudował w Starej Bielicy rodzinną siedzibę, rozbudowaną przez pod koniec XIX wieku przez jego syna – Juliusza Sołtana. Siedziba ta przetrwała do I wojny światowej. Był to początkowo trzynasto-, później siedemnastoosiowy wielki, drewniany, parterowy, zbudowany na wysokiej podmurówce dwór. Część środkowa była piętrowa na szerokości pięciu osi, ozdobiona portykiem w wielkim porządku o tej samej szerokości. Sześć kolumn podtrzymywało duży trójkątny szczyt. Układ wnętrz był dwutraktowy. Na głównej osi budynku znajdował się duży przedpokój i wielki salon, obok był mały salon. Piece i kominki były ozdobione białymi kaflami.
Po obu stronach budynku, zarówno przed portykiem jak i werandą ogrodową były założone duże gazony. Częściowo francuski ogród otaczający dwór łącznie z sadem miał powierzchnię 25 ha. Na wprost frontowego gazonu była brama wjazdowa. Po obu stronach gazonu – dwie oficyny, mieszkalna i dla koni cugowych (chodzących w zaprzęgu). Wszystkie budynki utrzymane były w tym samym stylu. W pobliżu stał również stary spichlerz.
W 1771 roku, jeszcze za polskich czasów, we wsi wybudowano cerkiew św. Mikołaja. Cerkiew zachowała się do dziś jako zabytek architektury drewnianej z elementami baroku. Została znacząco zrekonstruowana w 1846 roku.
Majątek w Starej Bielicy jest opisany w 1. tomie Dziejów rezydencji na dawnych kresach Rzeczypospolitej Romana Aftanazego.